# アルザス＝ロレーヌ

エルザス＝ロートリンゲン
Reichsland Elsaß-Lothringen (ドイツ語)

国歌: Elsässisches Fahnenlied（ドイツ語）
エルザスの旗
ドイツ帝国下のアルザス＝ロレーヌ地方

アルザス＝ロレーヌ（フランス語: Alsace-Lorraine、ドイツ語: Elsaß-Lothringen、 エルザス＝ロートリンゲン、アレマン語：Elsäß-Lothringe、エルゼス＝ロートリンゲ）は、フランス共和国北東部のドイツ国境に近いアルザス（エルザス）地方とロレーヌ（ロートリンゲン）地方のうちモゼル県を合わせた地域である。

## 概略
鉄鉱石と石炭を産出するため、しばしばフランスとドイツとの間で係争地となったことで知られる。第二次世界大戦以降はフランス領となったが、中心都市であるストラスブール（ドイツ名シュトラスブルク）には、それ以後、欧州の主要な国際機関が多く設置され、国を超え、欧州統合の象徴的な地域となっている。
アルザス＝ロレーヌはもともとドイツ語文化圏に属し、特にアルザスで話されるアルザス語は南部ドイツ語の方言であるアレマン語に属する低地アレマン語の一方言である。元来はドイツの前身である神聖ローマ帝国の支配下にあり、住民の大多数はドイツ系のアルザス人（アレマン系）であるが、ドイツ帝国領時代は「ツァーベルン事件」で差別的な支配を受けることもあった。

## 歴史

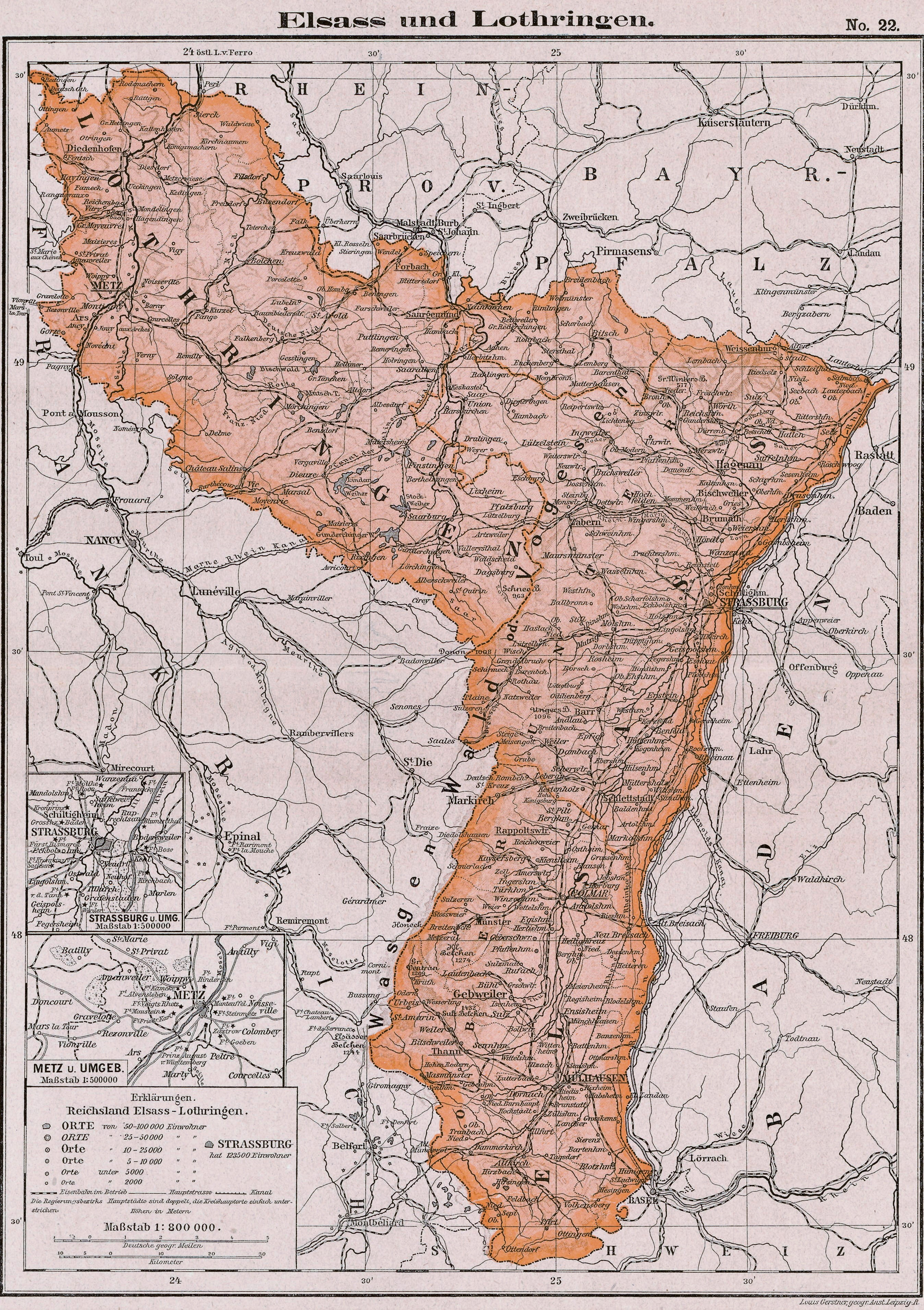
ドイツ帝国領時代の地図(ドイツ語)。1905年

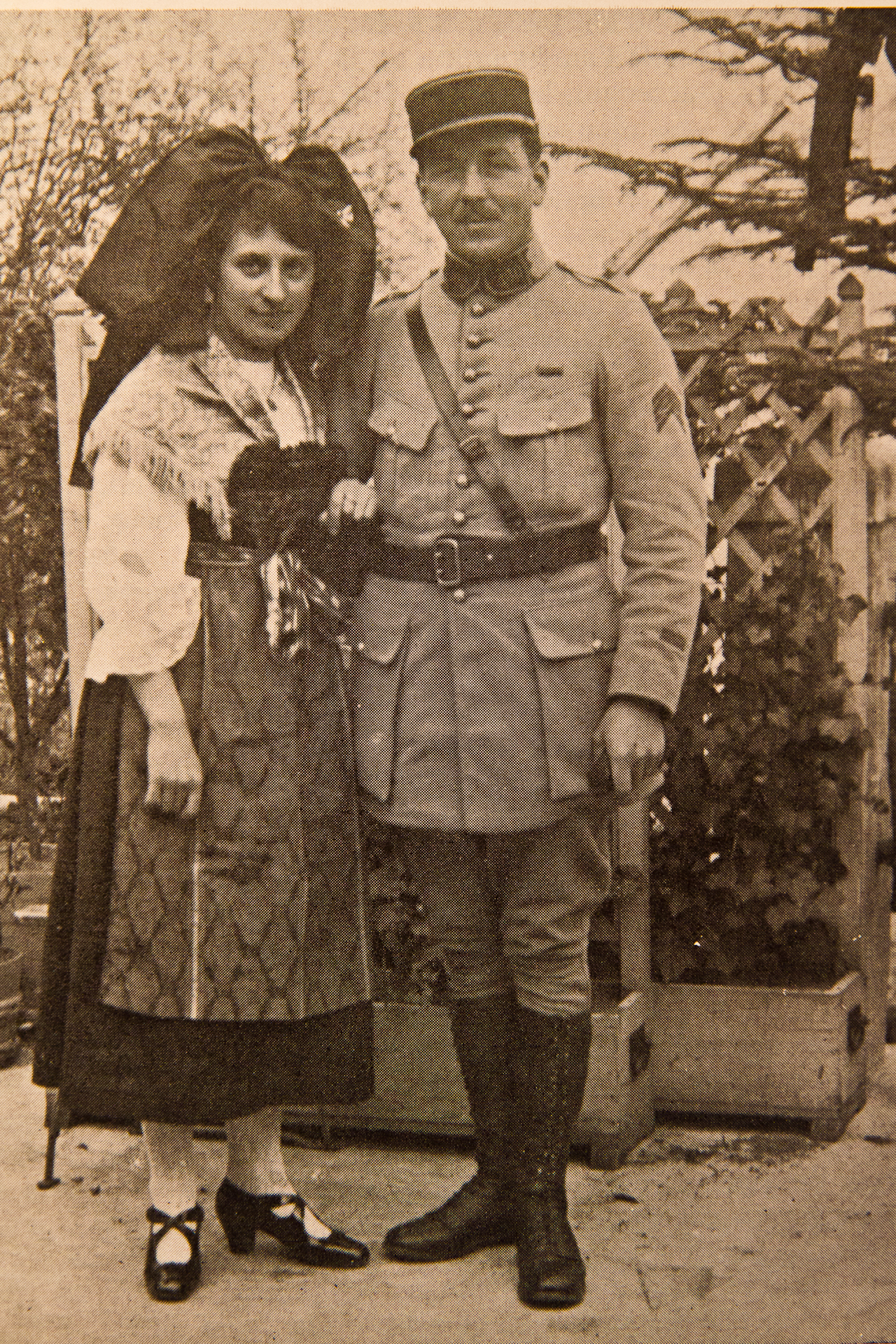
伝統的な衣装を着たアルザスの女性とフランスの将校（1919年）

※本頁では便宜上、フランス語の「アルザス＝ロレーヌ」で統一する。
アルザス＝ロレーヌ地方は長年神聖ローマ帝国傘下のロートリンゲン公国などの支配下にあった。しかし、17世紀になるとフランス王国が勢力を拡大してストラスブールなどを支配下に置いた。1736年にロートリンゲン公フランツ3世シュテファンがオーストリア系ハプスブルク家（神聖ローマ皇帝家）のマリア・テレジアの婿に決定すると、フランス王国はロレーヌが実質的にオーストリア公領となるこの結婚に反対した。協議の結果、領土交換が行われ、一代限りのロレーヌ公となったスタニスワフ・レシチニスキの死後には完全にフランス領に編入された。
1871年、プロイセン王国が普仏戦争でフランスを破ると、プロイセンはフランスとの講和条件としてアルザス＝ロレーヌを国土の一部とした。プロイセン王国は「ドイツ帝国」の成立を宣言してこの地域を帝国の直轄統治下に置いた。ただし、もともとアルザスの一部であったテリトワール・ド・ベルフォールは併合を拒んで激しく抵抗したためフランス領に留まった。アルザス＝ロレーヌという地域名称は、この時期に存在した「エルザス＝ロートリンゲン」（ドイツ帝国を構成する26連邦構成国のひとつ）をさすものである。
1919年、ドイツが第一次世界大戦で敗れると、一時アルザス＝ロレーヌ共和国が独立を宣言したが、フランスが領有権を主張して認められた。教育制度はフランス式に改められ、アルザス語の使用が禁止されてフランス語が公用語とされた。また、ストラスブール大学に多くの研究者と教育予算があてられ、1929年にマルク・ブロックとリュシアン・フェーヴルの2人の教授により社会史のアナール学派が生まれた。1930年ごろ、自治を求める運動が活発化した。
1940年にナチス・ドイツが第二次世界大戦で再びフランスを破って、首都パリを占領する（ナチス・ドイツによるフランス占領を参照）と、同年8月7日、再度アルザス＝ロレーヌを自国に編入した。だが、1944年にドイツに抵抗を続けていた自由フランスがパリを奪還して新政府を樹立すると、この地域からドイツ軍を追って再びアルザス＝ロレーヌを領有し、現行の国境となった。
欧州連合はその主要機関である欧州議会の本部を、欧州共同体時代の1979年に中心都市ストラスブールに置いた。また、欧州評議会はそれ以前の1949年に、そして欧州人権裁判所は1959年にストラスブールに置いている。
フランスとドイツとの国境地帯にあり、それぞれの首都（パリおよびベルリン）から見れば地理的に離れているが、見方を変えればブルーバナナに属する欧州の「中心」地域になっている。欧州統合を推進するフランスとドイツの中間点にあり、なおかつ欧州の中心ということは歴史をふりかえれば非常に象徴的である。